# Asciugacapelli

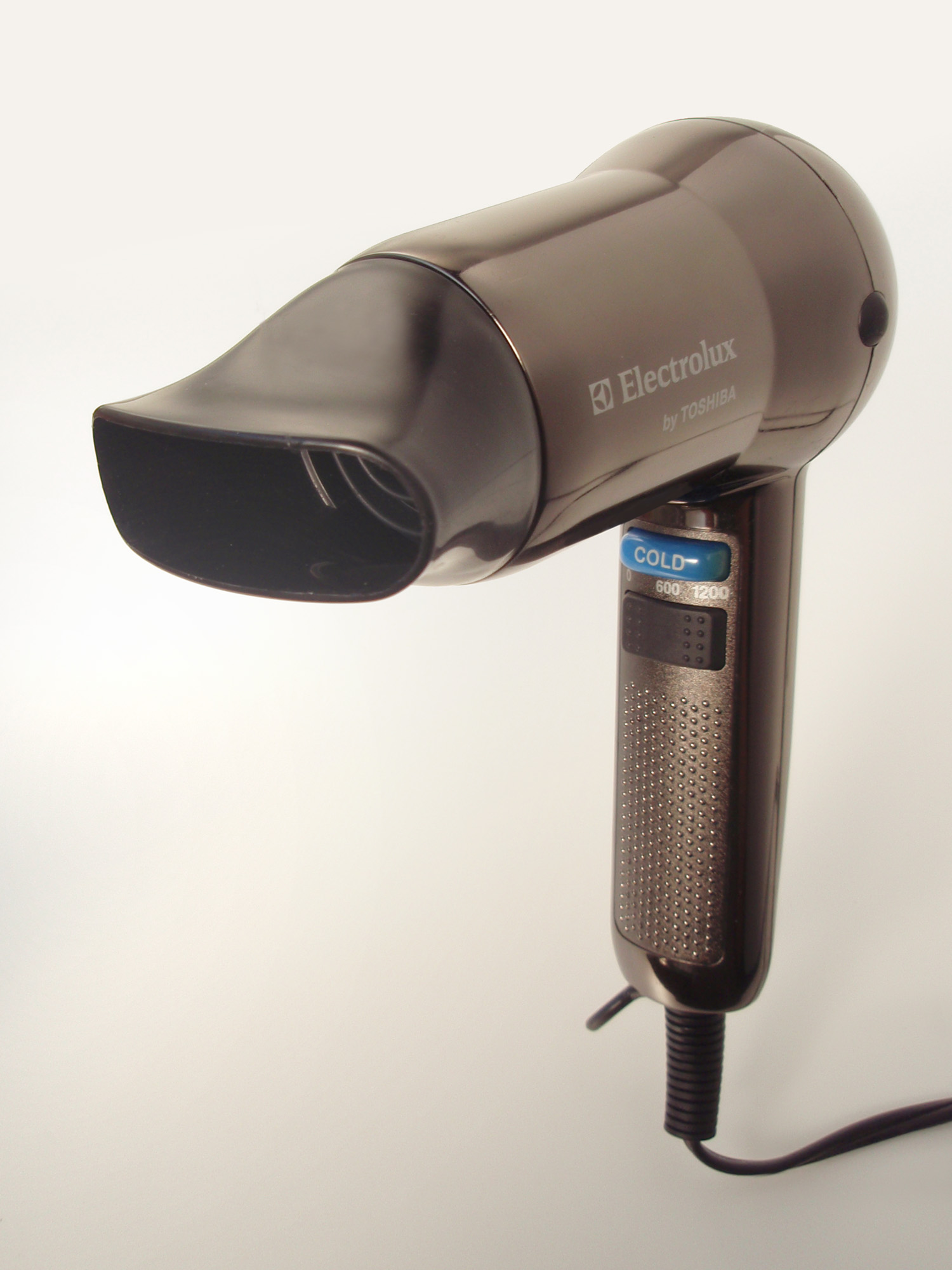
Asciugacapelli moderno

L'asciugacapelli, in italiano colloquialmente chiamato fon (pronuncia: /ˈfɔn/), è un piccolo elettrodomestico elettromeccanico che genera un getto di aria calda allo scopo di asciugare i capelli, ossia disperdere nell'aria l'umidità in essi contenuta.

## Etimologia e altri nomi
Il nome colloquiale fon o fohn deriva dal marchio Fön (che deriva a sua volta dal tedesco Föhn), registrato dall'azienda tedesca AEG (dal 1996 della svedese Electrolux), che intorno agli anni trenta produsse un modello di asciugacapelli dal nome Foen, diventando così in Italia e Germania sinonimo di asciugacapelli.
Se il nome più comune nei dizionari è di etimo chiaro (asciuga + capelli), la variante fon o fohn (propriamente Föhn) è spesso scritta impropriamente nella variante grafica phon. Fohn deriva dal tedesco Föhn (un vento caldo e secco chiamato in italiano anche favonio), mentre phon (o fon) è la trascrizione dal greco ϕωνή (phonḗ ‘suono’) e indica, in psicoacustica, l'unità di misura dell'intensità della sensazione sonora: quindi la variante grafica phon, anche se molto diffusa, è da considerarsi errata.

## Storia

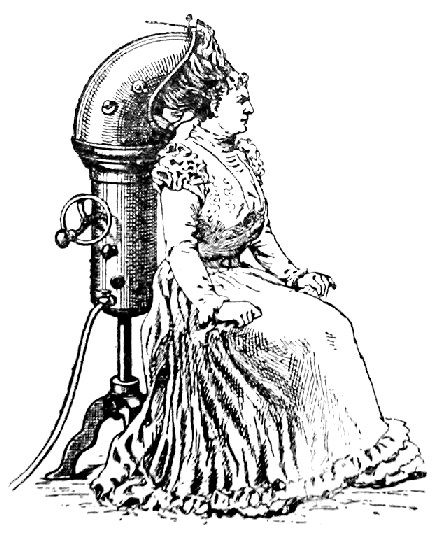
Uno dei primi asciugacapelli (da un'illustrazione del 1900)

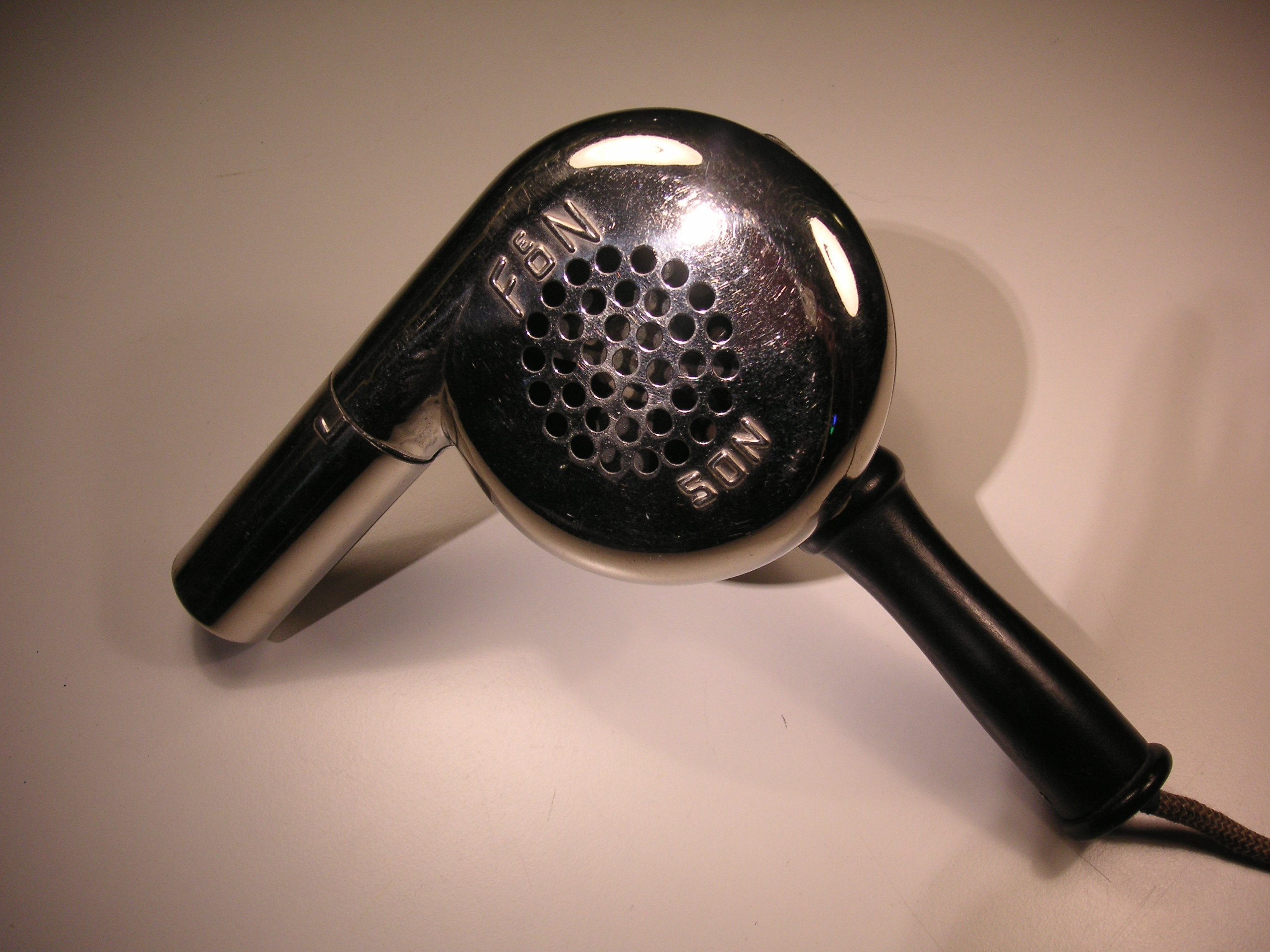
Foen (1946 circa)

Il primo asciugacapelli è stato creato nel 1890 in Francia da Alexander Godefroy, per essere usato nel suo "salone di bellezza". La sua invenzione fu una versione con seduta, che consisteva in una cuffia, collegata al tubo del camino di una stufa.
Nel 1911, negli Stati Uniti, l'inventore Gabriel Kazanjian ottenne il brevetto per un asciugacapelli con elemento riscaldante elettrico e flusso d'aria meccanico azionato a mano. Intorno al 1920, negli Stati Uniti, in Francia e in Germania, vennero progettati e commercializzati i primi asciugacapelli elettrici. I primi asciugacapelli erano voluminosi, pesanti e poco pratici, però guadagnarono presto consenso presso i consumatori, vennero quindi successivamente perfezionati fino ad evolversi negli attuali modelli portatili.

## Funzionamento e uso
Il getto d'aria calda è prodotto da un motore elettrico che fa ruotare una ventola. Questa ventola aspira e sposta l'aria, indirizzandola su un resistore elettrico di riscaldamento. Il resistore è formato da un filo attorcigliato di nichel-cromo avvolto su un supporto resistente al calore, nel quale il getto d'aria aspirata viene riscaldato e poi soffiato fuori.
La potenza della resistenza normalmente varia da 700 a 2400 W. Il motore può essere un motore CC a magnete permanente o un motore monofase AC. La portata del flusso d'aria generato dalla ventola è normalmente intorno ai 40-50 m³/h. La resistenza riscaldante è protetta da un termostato e la temperatura dell'aria all'uscita è intorno ai 70-80 °C. Spesso l'asciugacapelli possiede una serie di regolazioni che consentono di determinare l'intensità e la temperatura del getto d'aria.
Oltre all'uso comune, l'asciugacapelli è uno strumento utilizzato dai parrucchieri per creare particolari acconciature e per dare forma alle capigliature. Usato insieme a spazzola e pettine può modificare il verso e l'ondulazione di una zona dell'acconciatura. I parrucchieri per asciugare i capelli usano anche il casco asciugacapelli, un particolare tipo di strumento in cui il getto di aria calda è convogliato sull'intera capigliatura attraverso una struttura che contiene tutta la testa.

### Funzioni opzionali
Oltre alla regolazione della velocità e del calore, si trovano sul mercato asciugacapelli con funzioni aggiuntive:
- Colpo di freddo: si tratta di un interruttore supplementare che, se tenuto premuto, interrompe la corrente alla resistenza, facendo così uscire aria a temperatura ambiente e velocità superiore. Si usa per fissare una piega.

- Ionizzatore: accoppiato alla resistenza, è presente nell'apparecchio un generatore che emana ioni negativi i quali hanno il potere di suddividere le gocce di acqua presenti sul capello bagnato in tante micro-gocce consentendo un'asciugatura più rapida, inoltre evita la formazione di cariche elettrostatiche rendendo quindi il capello più lucido e meno crespo.[11]

## Tipi di asciugacapelli
Oltre al comune asciugacapelli definito a "pistola" (data la forma e il modo di utilizzo) esistono altri tipi, tra cui il casco asciugacapelli impiegato normalmente per uso professionale dai parrucchieri, e l'asciugacapelli a parete.

### Asciugacapelli a parete

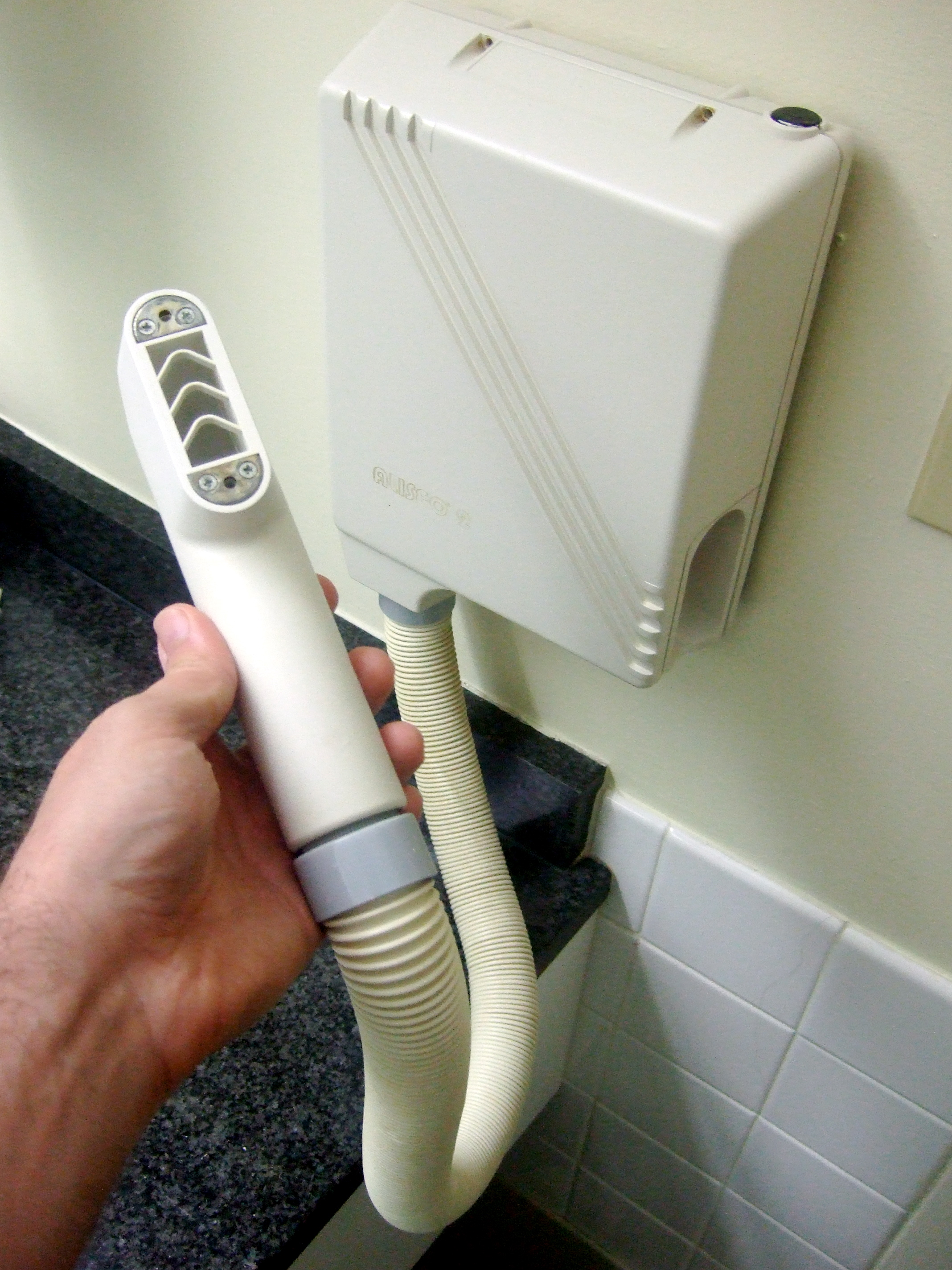
Un asciugacapelli con tubo

L'asciugacapelli a parete è un dispositivo elettrico usato in sostituzione dei comuni asciugacapelli portatili. La differenza tra i due tipi di asciugacapelli è la maggiore sicurezza di impiego per il tipo "col tubo", dato che in questo strumento tutta la parte elettrica (motore, resistenza riscaldante e il collegamento alla rete elettrica) è contenuta in una parte separata e normalmente fissata ad un muro (similmente all'asciugamani elettrico). Il tubo termina con una bocchetta in plastica dalla quale fuoriesce l'aria calda.

#### Funzionamento
Nella parte destinata ad essere affissa al muro è inserita la ventola con il motore e la resistenza di riscaldamento, l'aria è spinta in un tubo flessibile ed estensibile fino a circa 1,2 metri. L'asciugacapelli si attiva quando si estrae il tubo dal suo alloggio. Per il modello senza tubo manuale basta premere il pulsante posto sulla base, trascorso il tempo impostato sul temporizzatore si spegne automaticamente. Per quello automatico invece bisogna avvicinare la testa al sensore di prossimità e parte automaticamente; si spegne appena la testa viene allontanata.

#### Asciugacapelli a gettone

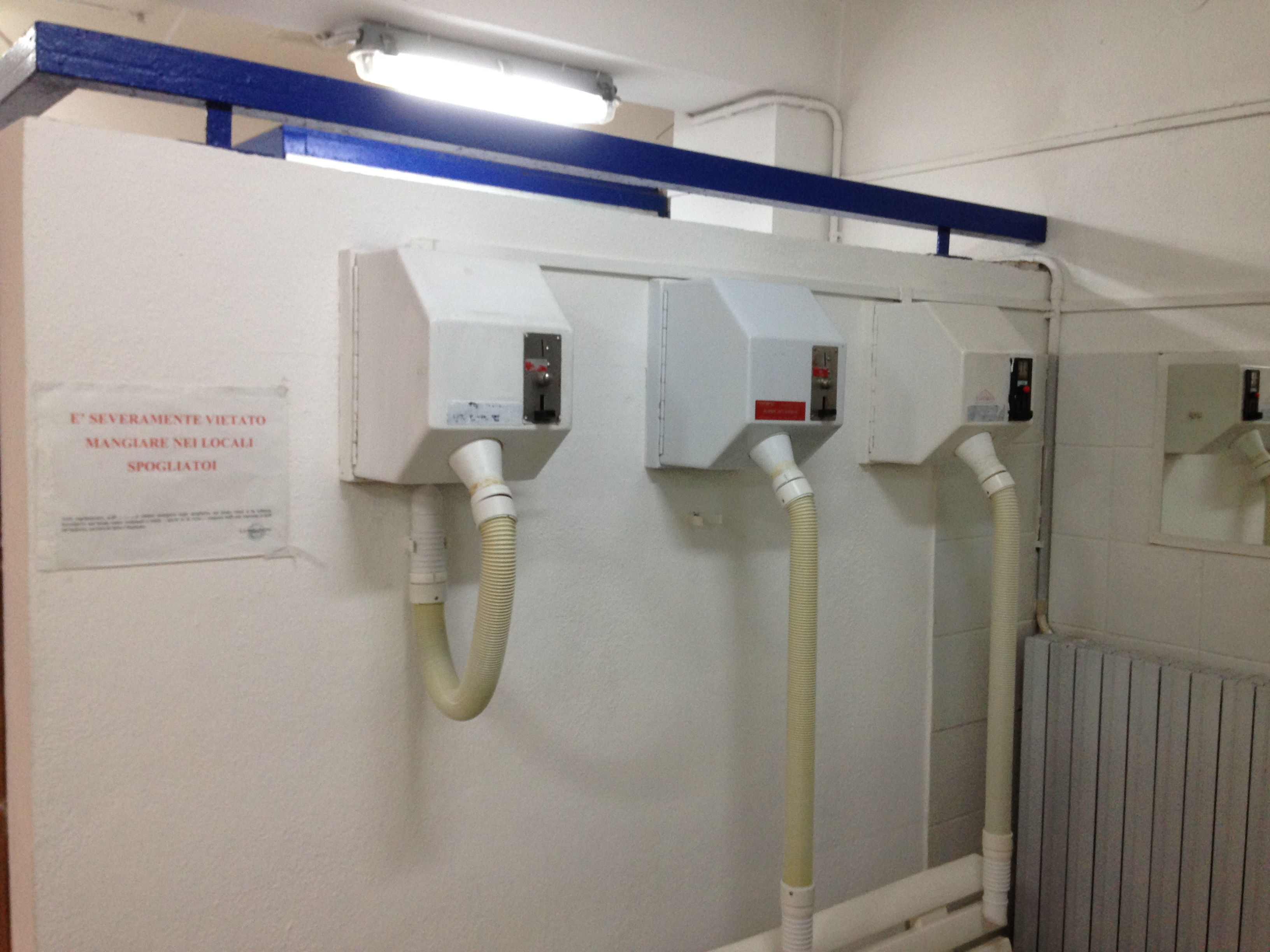
Esempio di asciugacapelli a gettone

Una variante dell'asciugacapelli a parete è quello a gettone, anch'esso dotato di tubo o semplicemente solo di una bocchetta per l'uscita dell'aria calda. La differenza in questa versione sta nel fatto che anziché accenderlo estraendo il tubo o azionando pulsanti sulla base (che in questo modello sono assenti), questo si attiva inserendo una moneta. Il funzionamento è questo: appena viene inserito il gettone o la moneta prestabilita l'apparecchio si attiva, si spegne poi automaticamente allo scadere del tempo preimpostato nel timer interno che ne regola la durata di accensione. L'asciugacapelli a gettone è normalmente impiegato nelle piscine, in quanto i nuotatori devono rispettare i tempi di asciugatura stabiliti dal regolamento di queste strutture.
Data la notevole sicurezza di funzionamento dell'asciugacapelli con tubo per l'utilizzatore, questo è normalmente impiegato negli alberghi, nelle navi da crociera e nelle piscine. La maggior parte di questi asciugacapelli ha una bassa potenza di riscaldamento, per tale motivo emanano meno aria calda e l'asciugatura richiede quindi più tempo rispetto ai normali asciugacapelli.